# ایمو (سرویس پیام‌رسان)
ایمو (به انگلیسی: imo) یک سرویس پیام‌رسان با امکان برقراری تماس صوتی-تصویری است. ایمو به شما اجازه ارسال موزیک، ویدئو، فایل‌های پی‌دی‌اف و … را می‌دهد. در ایمو انواع مختلفی از استیکرهای گوناگون را نیز می‌توانید بفرستید. در ایمو امکان برقراری تماس صوتی-تصویری گروهی رمزگذاری شده با حداکثر ۲۰ شرکت کننده وجود دارد. به گفته توسعه دهنده ایمو، این سرویس بیش از ۲۰۰ میلیون کاربر دارد و روزانه بیش از ۵۰ میلیون پیام از طریق آن ارسال می‌شود.

## تاریخچه
ایمو به عنوان یک برنامه کاربردی مبتنی بر وب در سال ۲۰۰۵ برای دسترسی به چندین پلتفرم چت، از جمله گوگل تاک، مسنجر فیسبوک، یاهو! مسنجر و اسکایپ توسط PageBites توسعه داده شد و برای تأیید حساب کاربران به شماره تلفن نیاز دارد. در مارس ۲۰۱۴، پشتیبانی ایمو از تمام شبکه‌های پیام‌رسان پایان یافت. در ژانویه ۲۰۱۸، این برنامه به ۵۰۰ میلیون نصب رسید.